# Friedrich Brühne

Friedrich Brühne

Friedrich Brühne (* 20. August 1855 in Bringhausen; † 27. Mai 1928 in Frankfurt am Main) war ein deutscher Politiker (SPD).

## Leben und Wirken
Friedrich Brühne wurde als Sohn eines Kleinbauern geboren. Nach dem Besuch der Volksschule wurde Brühne zum Schuhmacher ausgebildet. 1876 wurde er Mitglied der Sozialdemokratischen Partei Deutschlands (SPD). 1898 wurde er in die Kontrollkommission seiner Partei berufen. Ein Jahr später übernahm Brühne sein erstes öffentliches Amt, als er Stadtverordneter der SPD in Frankfurt am Main wurde.
Von 1893 bis 1898 und von 1907 bis 1919 gehörte Brühne dem Reichstag des Kaiserreiches für den Reichstagswahlkreis Regierungsbezirk Wiesbaden 1 als Abgeordneter an. Nach der Novemberrevolution von 1918 saß er von Januar 1919 bis Juni 1920 als Abgeordneter in der Weimarer Nationalversammlung, in der er den Wahlkreis 19 (Provinz Hessen-Nassau) vertrat.